# Norinco model 320
Norinco model 320 — китайській цивільний напівавтоматичний пістолет-кулемет, що має 16-дюймовий ствол. Набої - Luger 9мм.
Ізраїльський пістолети-кулемет Uzi користувався великим попитом і став однією з найбільш впізнаваних моделей XX століття, тому в різних країнах виготовляли його клони. В середині 1990-х у Китаї також почали неліцензійне виробництво його клону - моделі Norinco 320. По суті, це була цивільна напівавтоматична версія, що мала довший ствол. Цю модель не планували використовувати в армії КНР, натомість її хотіли продавати до США. Виробництвом клону займалася компанія China North Industries Corp. Експортувалася до 1993 року, коли США ввели заборону на імпорт китайської зброї, до того часу було експортовано приблизно 10 тис. одиниць.
Зовні китайський клон був схожим на оригінал, але спроектований він був по-іншому, а китайські деталі мали значно нижчу якість, включаючи навіть магазин. Оригінальним був лише дерев'яний приклад.
Uzi та Norinco 320 мають невелику різницю в контурі порту викиду гільз. Приціл Norinco є точною копією Uzi, обидві моделі мають приціли для ближнього бою. Клон було модифіковано для стрільби з закритим затвором, на відміну від оригінального Uzi з відкритим затвором.